# 南瑤宮老二媽會
南瑤宮老二媽會，於內政部登記為「社團法人台灣南瑤宮老二媽會」，信仰圈包含了臺中市（南區、西區、北屯區、太平區）、南投縣（南投市、中寮鄉、草屯鎮、名間鄉）、彰化縣（彰化市、員林市、芬園鄉）等鄉鎮市區，每年固定於農曆三月廿五日作會恭祝天上聖母老二媽聖誕千秋。

## 歷史
詳細起會年代不可考，最遲約莫於清代道光年間業已成立，相傳由臺中樹仔腳林家望族子孫某秀才籌組號召佃農一同參與。

## 信仰圈（角頭）
在過去老二媽會擁有於中彰投涵蓋有十二大角，於近代各大角有角頭退會或散角又者會員數過少經由理監事開會決議後呈請恩主天上聖母老二媽後變更為現今所見的「十大角」，「十大角」分別有：「臺中角、彰化東角、彰化南角、南投第一區角、南投第三區角、龍眼林角、草屯角、草屯東角、員林北角、員林南角。」

## 笨港進香
於雍正元年，一位居於笨南港楊姓窯工至彰化南門外應聘磚窯廠工作，其身佩戴一只笨港天妃廟香火袋掛在工寮內，每當入夜時分附近居民見到此處散發五彩毫光，遂奉祀於福德廟內並集資雕塑神像朝拜。

因南瑤宮天上聖母自笨港南街分香而來，在清領時期約每四年均會擇期前往笨港天后宮進香，後因笨港天后宮於嘉慶年間遭洪水沖毀，故改至笨港地區遶境，並至北港朝天宮及新港奉天宮等廟駐駕會香，而笨港進香活動則由各媽會分組輪流辦理，最初每四年請示媽祖是否前往笨港進香，不成則次年再問依此類推。

南瑤宮有十個媽祖會分別為：「老大媽會、新大媽會、老二媽會、興二媽會、聖三媽會、新三媽會、老四媽會、聖四媽會、老伍媽會及老六媽會」，除了新大媽會依例不主辦進香事宜（因新大媽會於笨港進香回鑾時，當進香隊伍跨過濁水溪回到彰化縣境內時有「押護香擔」之責，因此在進香回程途中才會出現），而另九個媽祖會（老大媽會、老二媽會、興二媽會、聖三媽會、新三媽會、老四媽會、聖四媽會、老伍媽會及老六媽會），分別組織三組輪辦，首輪第一組為「老大媽會、老四媽會、聖四媽會」俗稱「大媽年」或「大媽四」，次年第二組為「老二媽會、興二媽會、老伍媽會」俗稱「二媽年」或「二媽伍」，而第三輪為「聖三媽會、新三媽會、老六媽會」俗稱「三媽年」或「三媽六」，因此南瑤宮笨港進香擁有著名俗諺：「大媽四愛吃雞、二媽伍愛冤家、三媽六愛潦溪」。